# Marta Colomina
Marta Colomina Reyero (Barcelona, España, 12 de julio de 1938) es una periodista hispano-venezolana y profesora universitaria jubilada. Durante dos décadas dictó clases en su alma mater, la Universidad del Zulia, en la escuela de comunicación social. Fue presidenta del canal del estado venezolano, Venezolana de Televisión y mantuvo una columna de opinión en el diario El Universal por casi veinte años. Desde el año 2014 escribe para el diario El Nacional.
Colomina es reconocida por su opinión crítica al proceso político que fundó Hugo Chávez, a quien entrevistó y con quien protagonizó varias polémicas. En varias oportunidades ha sido víctima de atentados contra su integridad física por su trabajo periodístico y sus críticas en contra del gobierno.
Tras su gestión como presidenta de Venezolana de Televisión fue acusada públicamente de manejo incorrecto de los recursos del canal, afirmaciones que no han sido probadas ante la justicia.

## Biografía
Su padre, Francisco Colomina, fue un ebanista que emigró a Venezuela para trabajar en la Caribbean Petroleum Company, posteriormente regresó a España para militar en el bando republicano de la Guerra Civil Española. En ese tiempo conoció a Aurora Reyero, con quien contrajo matrimonio y fue la madre de la periodista. Tras un tiempo se establecieron en Maracaibo, estado Zulia en Venezuela. Allí nació el hermano menor de Marta, Francisco.
Marta Colomina se casó con el poeta Hesnor Rivera, de quien luego se divorció. Juntos tuvieron dos hijas, Celalba y Marta Celina. La primera también es periodista, la segunda es internacionalista.

### Educación
Estudió primaria en la capital zuliana y luego bachillerato en la Escuela Normal, en España. También allá cursó estudios en un colegio de monjas teresianas en León. En 1959 retorna a Venezuela. Se inscribe en la Escuela de Periodismo de la Universidad del Zulia (LUZ), de donde se graduó en 1964 con la mención summa cum laude. Durante esos años fue maestra en los colegios Nazaret y Siervas del Santísimo. Luego, se especializó en Investigación de la Comunicación en la Universidad de Stanford en California, y estudió otros postgrados en la Universidad de Barcelona y la Universidad de La Sorbona.

### Carrera
Dictó clases por más de dos décadas en LUZ. Fue jefa del Departamento de Investigación y Opinión Pública, y posteriormente fue directora de la Escuela de Comunicación Social. En paralelo, presidió la Asociación Venezolana de Investigadores de la Comunicación.
En 1986, por recomendación de Simón Alberto Consalvi, el presidente Jaime Lusinchi la nombra al frente del canal del Estado, Venezolana de Televisión, canal 8. Ejerce ese cargo hasta 1989 siendo la primera mujer en ejercer tal cargo. Luego se desempeñó como directora del diario El Nuevo País.
Desde 1995 hasta 2014 publicó una columna de opinión en el diario El Universal. Un año después, inició un programa matutino denominado La entrevista en la cadena televisiva Televen y que mantuvo hasta el año 2005. También llevó un magazín noticioso de dos horas en el Circuito Actualidad de Unión Radio, desde 1994 hasta el año 2011. Según organizaciones de Derechos Humanos, colegas y la propia Colomina, el cese de su columna, y sus programas de radio y televisión, se debió a presiones ejercidas por el gobierno de Hugo Chávez a los ejecutivos de esos medios de comunicación.
Desde 2014 publica su columna semanal en el diario El Nacional.

### Atentados contra su integridad y agresiones verbales
El 31 de enero de 2002 la sede del diario Así es la noticia fue atacada con un explosivo lanzado por dos personas en moto. Esto ocurrió un día después que Ibéyise Pacheco, directora del diario y Patricia Poleo, Marianella Salazar y Marta Colomina divulgaron un video de conversaciones entre el Ejército venezolano y la guerrilla colombiana de las FARC. Dos meses después la Corte Interamericana de Derechos Humanos dictó una medida de protección en favor de Colomina y las otras tres periodistas del diario.
El 21 de octubre de 2002 un artefacto explosivo fue lanzado hacia la sede de la emisora Unión Radio en Chacao, dañando una vivienda contigua. El 21 de junio de 2003 explotó un artefacto sonoro con panfletos que contenían mensajes en contra de Colomina, a cien metros de la emisora y justo a la hora en que se transmitía el programa de la periodista. Seis días después, durante el día del periodista, Colomina fue víctima de un atentado con bomba molotov contra su automóvil. El evento fue perpetrado por ocho hombres con armas largas. La periodista salió ilesa debido al material antibalas del parabrisas del carro. Tiempo después la CIDH reiteró las medidas de protección.
A raíz de que el Ejecutivo Nacional venezolano no tomó las medidas para preservar la vida ordenadas por la Corte, el opositor Alcalde de Chacao, Leopoldo López le asignó dos escoltas de la policía municipal para su protección. El 14 de febrero de 2008 los escoltas asignados fueron atacados con disparos de bala, uno de ellos murió.
Colomina también ha sido atacada y amenazada verbalmente por dirigentes del oficialismo, sus seguidores y el mismo Presidente Chávez. El ministro de la Defensa, general José Luis García Carneiro pidió que la periodista fuese deportada del país, en razón de la doble nacionalidad de la periodista. 
En mayo de 2004 varios diputados a la Asamblea Nacional pidieron al Ministerio Público abrir una investigación en su contra por la divulgación de informaciones acerca de saqueos en la ciudad de Valencia. La diputada Iris Varela solicitó que le fuera revocada la nacionalidad venezolana. El ministro de Comunicación William Izarra también respondió de forma altiva ante la cobertura que Colomina dio de esos hechos.
Además de la CIDH, varias organizaciones como Reporteros Sin Fronteras, Human Rights Foundation y el Instituto de Prensa y Sociedad se han pronunciado en rechazo a los ataques verbales y atentados contra la periodista.
El primero de diciembre de 2008 fue lanzada una bomba lacrimógena en el edificio donde residía Colomina. Fueron lanzados panfletos en los que el grupo pro oficialista La Piedrita se atribuyó el ataque

## Obras
- Colomina, Marta (1968) El huésped alienante: un estudio sobre audiencia y efectos de las radio-telenovelas en Venezuela. Universidad del Zulia: Maracaibo.
- Colomina, Marta (1976) La Celestina Mecánica: estudio sobre la mitología de lo femenino, la mujer y su manipulación a través de la industria cultural. Herrero Hermanos: Caracas.
- Colomina, Marta; Villasmil, Xiomara (1974) Los medios de comunicación de masas: el estereotipo del delincuente. Universidad del Zulia: Maracaibo.